# Атея, Равья
Равья Атея (араб. راوية عطية‎; 19 апреля 1926, Эль-Гиза — 9 мая 1997) — египтянка, ставшая первой женщиной-парламентарием в арабском мире в 1957 году.

## Биография
Родилась в мухафазе Эль-Гизе 19 апреля 1926 года. Работала учителем 15 лет и шесть месяцев работала журналисткой.
В 1956 году стала первой женщиной, получившей звание офицера в армии Египта. Сыграла активную роль в Суэцкой войне, во время которой египетский полуостров Синай был захвачен Великобританией, Францией и Израилем. Она помогла обучить 4000 женщин навыкам оказания первой помощи и ухода за ранеными во время войны. Имела звание капитана женского подразделения коммандос. Во время Октябрьской войны 1973 года возглавляла Общество семей мучеников и солдат, за что получила прозвище «мать воинов-мучеников». Получила несколько военных наград от Египта, в частности: значок Третья армия, Медальон 6 октября и медаль Вооружённых сил.

## Парламентская карьера
Право голосовать и право избираться на выборную должность были предоставлены египетским женщинам президентом Гамалем Абдель Насером после принятия Конституции в 1956 году. Первые парламентские выборы состоялись в следующем, 1957, году, 3 июля. Среди более чем 2000 кандидатов было всего 16 женщин. Опросы общественного мнения, проведённые в то время, показали, что 70 % египетских мужчин были против того, чтобы женщины занимали места в парламенте. Тем не менее, она преодолела трудности и получила 110 807 голосов избирателей в своём округе. Избранная во втором туре выборов в Каире, она сказала о сильной предвзятости, с которой столкнулась в то время: «Меня встретили с негодованием за то, что я женщина. Тем не менее, я разговаривала с ними и напоминала им о жёнах и семьях пророка, пока они не изменили свои мнения». Помимо подобных религиозных аргументов, она использовала свой военный опыт как политическое преимущество. Эта победа была ещё более значимой, так как её соперником на выборах был прокоммунистический юрист и банкир Ахмед Фуад, друг и протеже президента Гамаля Насера.
14 июля 1957 года стала членом парламента Египта. Хотя на выборах 1957 года была избрана ещё одна женщина Амина Шукри, о её победе было объявлено только 22 июля, что сделало Равью Атею первой женщиной-парламентарием в Египте и во всем арабском мире. После посещения крупнейших коммунистических стран и стран социалистической ориентации того времени, таких как: Китай, Индия, СССР и Чехословакия, она заявила журналистам: «Я видела Россию, но мне бы хотелось, чтобы Египет больше походил на Соединённые Штаты Америки». Публично заявила, что ей нравятся Соединённые Штаты Америки и их президент Дуайт Эйзенхауэр, и за это заявление подверглась нападкам. Тем не менее, ей удалось избежать серьёзной критики благодаря решительной поддержке политики президента Гамаля Насера, которого она называла «красивым».
В 1959 году проиграла на выборах и не была переизбрана. Тем не менее, она оставалась политически активной, в частности, работая в совете Международного движения Красного Креста и Красного Полумесяца. Спустя двадцать пять лет после поражения на выборах ей удалось возобновить свою парламентскую карьеру. В 1984 году, будучи социал-демократом, она была избрана в Палату представителей Египта от Национально-демократической партии. В 1993 году возглавила Совет по народонаселению и семье Эль-Гизы. Умерла в 1997 году в возрасте 71 года.

## Наследие
Считается знаковой фигурой в истории египетского и арабского феминизма. В декабре 2007 года в парламенте Египта прошла церемония, посвящённая 50-летию её победы на парламентских выборах. На церемонии присутствовали Латифа аль-Гауд, которая годом ранее стала первой женщиной-депутатом в регионе Персидского залива, а также Нада Хаффад, первая женщина-министр, обе из Бахрейна.